# 아미라 카사르
아미라 카사르(Amira Casar, 1971년 5월 1일 ~ )는 영국 태생의 프랑스 배우이다. 《내가 속인 진실》(1997)로 제23회 세자르상 신인여우상 후보에 올랐다.

## 출연 작품

### 영화
- 내가 속인 진실 (1997, La Vérité si je mens !)
- 실비아 (2003)
- 미하엘 콜하스의 선택 (2013)
- 생로랑 (2014)
- 콜 미 바이 유어 네임 (2017)
- 고흐, 영원의 문에서 (2018)
- 큐리오사 (2019) - 에레디야 부인 역
- 더 컨트랙터 (2022)

### 텔레비전
- 베르사유 (2015)